# شانتو (آریزونا)
شانتو (به انگلیسی: Shonto) یک منطقهٔ مسکونی در ایالات متحده آمریکا است که در شهرستان ناواهو، آریزونا واقع شده‌است. شانتو ۱۱٫۸۳ کیلومتر مربع مساحت و ۶۳۲ نفر جمعیت دارد و ۱٬۹۰۲ متر بالاتر از سطح دریا واقع شده‌است.